# Boulemane
Boulemane (arabisch بولمان, Zentralatlas-Tamazight ⴱⵓⵍⵎⴰⵏ) ist eine Stadt mit ca. 7000 Einwohnern in der gleichnamigen Provinz in der Region Fès-Meknès in Marokko. Boulemane liegt an der Hauptverbindung zwischen den Städten Nordmarokkos und den Zentren des Südens.

## Lage und Klima
Boulemane liegt gut 100 km (Fahrtstrecke) südlich von Fès in einem etwa 1700 m hoch gelegenen Talkessel auf der Nordseite des Mittleren Atlas. Die Stadt Midelt befindet sich weitere 110 km südlich. Das Klima ist trocken und warm bis heiß; Regen (ca. 250–300 mm/Jahr) fällt überwiegend im Winterhalbjahr.

## Bevölkerung
| Jahr      | 1994  | 2004 | 2014 | 2024 |
| Einwohner | 6.067 | 6910 | 7104 | 6761 |

Die Einwohner von Boulemane sind größtenteils berberischer Abstammung, doch ist die Umgangssprache hauptsächlich Marokkanisches Arabisch.

## Wirtschaft
Die Stadt fungiert als Handels-, Handwerks-, Verwaltungs-, Ausbildungs- und Gesundheitszentrum für die landwirtschaftlich ausgerichteten Dörfer der Umgebung. In den letzten Jahrzehnten des 20. Jahrhunderts ist eine gewisse touristische Bedeutung als Sommerfrische hinzugekommen.

## Geschichte
Mangels schriftlicher Aufzeichnungen ist zur Geschichte der Stadt nichts bekannt. Das Hochtal dürfte ursprünglich als Sommerweide für die Herden viehzüchtender Nomaden (Transhumanten) gedient haben; eine feste Ansiedlung entstand wohl erst im ausgehenden Mittelalter.

## Sehenswürdigkeiten
Der Ort verfügt über keinerlei historisch bedeutsame Sehenswürdigkeiten. Im alten Ortskern finden sich noch spärliche Reste verfallender Bauten aus Stampflehm.